# Gennaro Manna (scrittore)
Gennaro Manna (Tocco da Casauria, 24 maggio 1922 – Roma, 11 aprile 1990) è stato uno scrittore, critico letterario e saggista italiano.

## Biografia
Nato in Abruzzo, vinse il Premio Grinzane Cavour nel 1982. Scrisse romanzi, saggi e poesie (uscite in una raccolta postuma).
Scrittore cattolico di spiccata attività intellettuale e fervida immaginazione caratteristiche che hanno fatto sì che le sue opere fossero tradotte in molte lingue. La sua arte e le sue soluzioni narrative sono così diffuse nel mondo intero, ove studiosi e professori francesi ed inglesi, inoltre in diverse università americane, l'intera sua opera letteraria continua tutt'oggi ad essere motivo di studio e pubblicazioni.
Ogni libro che ha scritto ha ricevuto premi: dal premio Basilicata al Grinzane (prima edizione), dove il suo libro La casa di Napoli, liberamente ispirato alla vita del filosofo Benedetto Croce, vinse la competizione internazionale, votato da tutti gli studenti dei licei italiani, mentre per l'estero fu votato Michael Crichton (1942–2008) che è stato uno scrittore, regista e produttore cinematografico statunitense.
Gennaro Manna ha collaborato e scritto per innumerevoli testate giornalistiche nazionali (Il Tempo, La Discussione, L'Osservatore Romano), curando la terza pagina della cultura ed inoltre ricordiamo diversi sceneggiati televisivi tra cui spicca Lasciare la terra dove curò soggetto e sceneggiatura.
La famiglia lo ricorda con amore profondo ed il legame con l'uomo naturale che a lui interessava di più è sempre più vivo.
Continuano la sua arte, nello scrivere, le figlie Anna di particolare sensibilità poetica anche lei pluripremiata ed Elisa responsabile delle politiche culturali per il Censis, figura di riferimento internazionale come esperta di media e tv.
Recentemente il Sindaco del suo paese natale abruzzese, gli ha intitolato una piazza a Tocco da Casauria.

## Opere

### Narrativa
- Le terrazze, Caltanissetta-Roma, Sciascia, 1959
- Un uomo senza cappello, Milano, Rizzoli, 1962
- L'aquila impagliata, Milano, Rizzoli, 1967
- L'abdicazione, Milano, Bietti, 1973
- La casa di Napoli, Milano, Rusconi, 1981
- Dispetto e malizia, Chieti, Solfanelli, 1989
- Adamo a Gaeta, Milano, Camunia, 1990

### Poesia
- Dopo il varo della porta, 1997

### Saggi
- Il potere e la maschera, Milano, Massimo, 1976 Premio Letterario Basilicata[3]
- Tramonto della civiltà contadina, Milano, Massimo, 1979